# Janderup
Janderup es una localidad situada en el municipio de Varde, en la región de Dinamarca Meridional (Dinamarca), con una población estimada a principios de 2018 de unos 805 habitantes.
Se encuentra ubicada al oeste de la península de Jutlandia, cerca de la costa del mar del Norte y de la frontera con la región de Jutlandia Central.